# ليندسي بريور
ليندسي بريور (بالإنجليزية: Lindsay Pryor)‏ هو عالم نبات أسترالي، ولد في 26 أكتوبر 1915، وتوفي في 17 أغسطس 1998.